# Albie Cianflone
Albert "Albie" Cianflone fiktivni je lik iz HBO-ove televizijske serije Obitelj Soprano kojeg je glumio John "Cha Cha" Ciarcia. On je bio consigliere Phila Leotarda.
Albie je bivši vojnik u ekipi Leotardo te je radio za Phila Leotarda od osamdesetih. Nakon uhićenja Johna "Johnnyja Sacka" Sacramonija, Phil je promoviran u izvršnog šefa, a Albie je postao njegov savjetnik.
Zajedno s novopečenim podšefom Butchom DeConcinijem, Albie je bio jedan od Philovih najpouzdanijih savjetnika i pouzdanika. Nakon što je Phil skovao plan likvidacije cijelog vodstva Sopranovih, Albie je isprva protestirao, tvrdivši kako je to nemoguće; međutim, kasnije je prihvatio Philovu odluku.
Zajedno s Butchom, Albie je planirao ubojstva Tonyja Soprana, Silvia Dantea i Bobbyja Baccalierija, od kojih je samo Bobby poginuo. Albie se kasnije sastao s Tonyjem i Pauliejem Gualtierijem, zajedno s "Little Carmineom" Lupertazzijem, DeConcinijem i Georgeom Paglierijem, poluumirovljenim šefom jedne od pet njujorških obitelji, gdje su čelnici obitelji Lupertazzi pristali okončati rat s obitelji iz New Jerseyja. Iako nisu odali Philovu lokaciju, dali su dopuštenje za njegovu eliminaciju.

## Ubojstva koja je naredio Cianflone
- Faustino "Doc" Santoro: ubijen s nekoliko hitaca u trbuh i lice. Ubijen tijekom borbe za prevlast u New Yorku.

## Vanjske poveznice
- Albie Cianflone u internetskoj bazi filmova IMDb-u